# Ingerophrynus gollum
Ingerophrynus gollum är en groddjursart som beskrevs av Grismer 2007. Ingerophrynus gollum ingår i släktet Ingerophrynus och familjen paddor. IUCN kategoriserar arten globalt som otillräckligt studerad. Inga underarter finns listade i Catalogue of Life.